# 三越神戸支店
三越神戸支店（みつこしこうべしてん）は、かつて兵庫県神戸市中央区に存在した日本の百貨店。前身は地方百貨店の元町デパート（もとまちデパート）だった。

## 概要
元町の東端（明石町）に立地する大丸神戸店に対し、元町商店街の西側を代表する店だった。しかし、大丸とそごう神戸店（2019年以降の神戸阪急）の間に賑わいが移るにつれ、集客の中心から外れていった。西元町駅と地下で直結していたほか、ハーバーランド開業以前は国鉄神戸駅前の顔でもあった。

### 元町デパート
1925年（大正14年）10月27日、地元商人・井上繭太郎を中心に、井上一族や地元商店などの寄り合い（テナント）方式で元町デパートが開業した。開港地に出入りする商品を展示・販売する適当な場所がなかったため、市民はデパートを求めているというのが設立理由である。土地は、大丸も神戸支店を移転・拡張しようと買収を試みていた場所を入手した。
元町デパートでは、大丸が〇に大、三越が○に越のマークを採用しているように、〇に元のマークを使用していた。開業当日は朝8時の開店から夜8時の閉店まで初物好きの神戸っ子が列をなすほど人気だった。しかし、大阪で買い物したほうが安いという風潮から大阪市へ出かける兵庫県民が後を絶たなかったうえ、既に元町商店街には個性的な商店が並んで激しい競争が展開されていた。このような状況に、仕入れなどのシステムが整備されていない当店では太刀打ちできず、開店からわずか半年で破綻した。

### 三越による買収
1926年（大正15年）3月末ごろ、当店が競売にかけられるという報道が出た。まだ営業しているテナントもあり、130人の債務者からの請求など混乱する中、4月上旬ごろから元町デパートの井上彌太郎と三越大阪支店次長の竹内蓁次が互いの弁護士を入れて交渉した。最終的に両者が協力して事態を収拾し、同年7月6日、破たんした元町デパートの建物を継承して三越が三越神戸分店を開業した。この時点では北浜にあった大阪店の分店であったが、3年後には支店に昇格した。

### 三宮への移転失敗
西元町は省線神戸駅や神戸市役所が近く、神戸の都心であった。しかし、買収から10年後の1935年（昭和10年）ごろには鉄道網の発達を理由に、神戸の都心は大丸神戸店がある元町付近から三宮にかけてのエリアに移っていくことになる。1936年（昭和11年）3月18日、阪神電気鉄道は元町駅まで地下線で延伸し、阪急は2週間遅れで同年4月1日に阪急神戸駅（現在の神戸三宮駅）への延長を果たした。阪急神戸駅ビルの神戸阪急ビルには阪急百貨店神戸支店 (三宮阪急)が開業したほか、そごうも1933年（昭和8年）8月18日 に元町5丁目の神戸支店を閉鎖して、10月1日には三宮阪神ビルの新店舗へ移転した。このそごうの新店舗が、現在の神戸阪急の前身である。
本来は三越が三宮阪神ビルの建設時に入居する契約だったが、大阪店の南海ビルディング移転と同様、断念に追い込まれた。戦後の1967年（昭和42年）にも神戸での事業を立て直すために三宮進出を計画したものの、地元商店街が中央政界までも巻き込んで反対したため、実現に至らなかった。神戸高速鉄道の建設時には西元町駅と直結するので三越も出資したが、それ以降の三越にとっては神戸撤退が懸案事項となった。当店の内部は老朽化してエスカレーターの建設もできなかった。

### 閉店へ

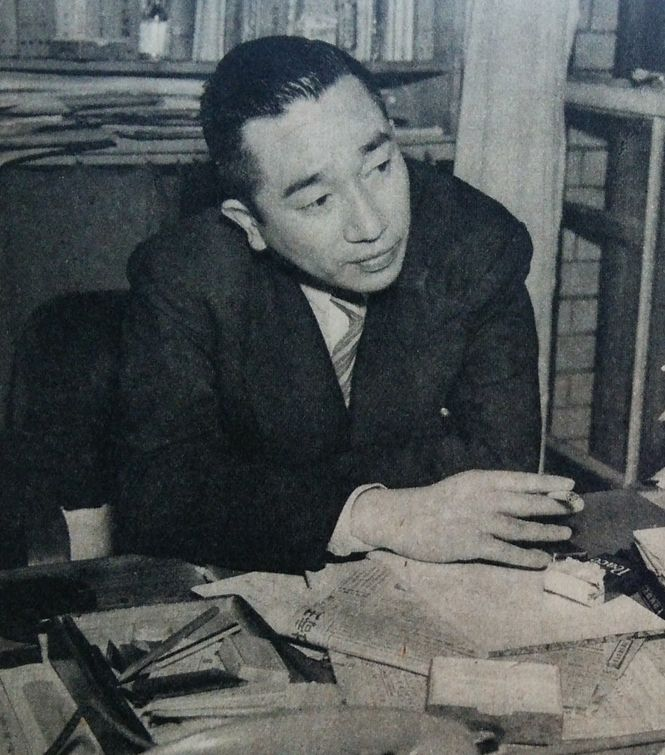
岡田茂社長

1980年代前半、岡田茂社長の不祥事が明らかになって解任に至った三越事件の悪影響もあり、三越の経営は急速に悪化していた。全国の店舗網を見直していたところ、最小規模の支店ながら累積赤字が70億円にも上る神戸支店がクローズアップされた。当時地域一番店だったそごう神戸店の1982年度の年商は970億4200万円だったのに対し、当店の年商は85億200万円だった。売場3.3平方メートル当たりの売上高もそごう神戸店の779万円に対して283万円に過ぎなかった。神戸市内の百貨店売上シェアでは、そごう神戸店は51.1%、当時そごうより劣勢と言われた大丸神戸店でさえ43.1%あるのに対し、当店は大丸の10分の1ほどの4.5%に過ぎなかった。大丸神戸店の担当者に「（三越を）ライバルだと意識したことなど全くといっていいほどなかった」と言われる有様だった。そごうや大丸は当店の外商顧客の取り込みも考えてはいたが、プランタンやビブレのような新しい商業施設や梅田（後述）との競争のほうに大きな関心を持っていた。
このため、三越は、1983年（昭和58年）8月23日に翌年2月末の閉店を発表した。三越の撤退は1930年（昭和5年）の金沢店（丸越、金沢エムザの前身）以来で、社内に危機感を訴える目的もあった。
元町商店街のうち、大丸や三宮の近い東側のエリアは賑わっていたものの、三越側の四・五・六丁目は地盤沈下が急速に進んでおり、空いているとはいえ三越だけが集客の便りと言える状況だった。商店街関係者は三宮重視の政策を取って市役所まで三宮へ移転した神戸市を批判した。三越に対しても、東京・日本橋の本社に市原晃社長を訪問して撤退について抗議を行った。阪急百貨店大阪・うめだ本店や阪神百貨店、大丸梅田店などが集積して商圏を拡大する大阪・梅田との競争や造船、鉄鋼の衰退によって購買力の低下に悩まされる商店街では、ハーバーランドの開発が始まるのに合わせて三越を含めた再開発を行おうと計画していた。この再開発すら宙に浮いてしまうのは大きな痛手だった。しかし、立地がいい都心部の元町でこのような状況になったのは商店街の努力不足であり、三越の撤退は当然として市の幹部は厳しい態度を取った。
結局、三越は1983年8月に表明した通り、1984年（昭和59年）2月29日に閉店した。

## 閉店後

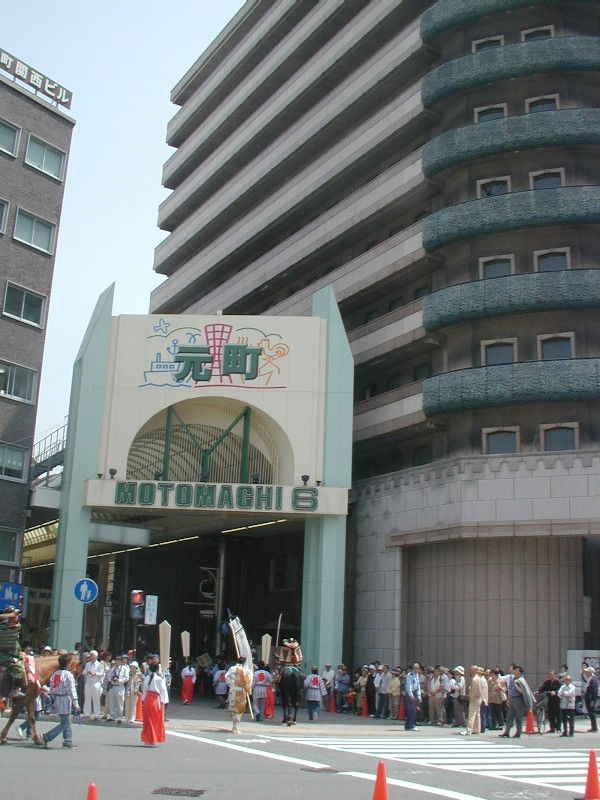
元町商店街西端、右に見えるのがホテルシェレナ跡

解体後の跡地にはホテルシェレナが建設されたが、阪神・淡路大震災で建物が著しく損傷したため休業ののち廃業し、跡地は別々に再開発されることとなった。
当店の撤退後も、三越はすぐに神戸から完全撤退したわけではなかった。売上の半分を占める外商売上を維持する目的も兼ねて、元町三丁目（元町通3-9-8）のビルを借り上げ、1984年6月「パルパローレ三越」（1,049m2 ）を開店した。しかし、2004年（平成16年）1月31日をもって閉店した。2007年（平成19年）7月6日、ニューヨークランウェイ・バイ・ミツコシが神戸市北区の神戸三田プレミアム・アウトレット内にインポート・カジュアルウェアを扱う三越自主運営セレクトショップの最終販売ルートとしてオープンしたものの、2010年（平成22年）3月に閉店した。他に明石市にあった小型店「三越明石」も閉鎖されている。
また、神戸支店閉店から8年後の1992年（平成4年）6月に兵庫県再進出を狙い、西宮市の苦楽園付近（樋之池町）で地元酒造メーカー「白鷹」の社長、辰馬博男が所有する26000平方メートルの土地に計画された商業施設への出店を申し出たことが報道された。住居専用地域のため、2，3階建ての延床面積は3万数千平方メートルの店舗となる予定だった。土地管理会社「北辰馬」も、大阪市と神戸市に挟まれた立地で西宮市民も百貨店を望んでいるため、高級イメージを持つ三越が第一候補であると考えていた。しかし、バブル崩壊などの環境の変化で実現せず、同市には2000年代に進出した阪神百貨店や阪急百貨店が立地している。